# The Revolutionary Army of the Infant Jesus
Revolutionary Army of the Infant Jesus es un colectivo de música experimental de Liverpool (Reino Unido), fundado en 1985 por Dave Seddon, Jon Egan y Sue y Paul Boyce. Poco después se incorporó Leslie Hampson. Su nombre alude al ficticio «Grupo Armado del Niño Jesús» que aparece en Ese oscuro objeto del deseo, último largometraje de Luis Buñuel.
Su propuesta artística fusiona elementos de folk y música sacra con sonoridades industriales, ambientales y el uso de samples, lo que ha llevado a compararlos con figuras del neofolk como Current 93 y Death in June, así como con artistas como Dead Can Dance, Godspeed You! Black Emperor, Henryk Górecki y Arvo Pärt. Su obra suele integrar simbolismo e imaginería cristianos, con una fuerte influencia de la tradición litúrgica de la Cristiandad oriental, especialmente en su uso de iconos. En sus presentaciones en vivo, el grupo combina música con elementos multimedia, extractos de películas de cineastas como Andrei Tarkovsky, movimientos de carácter ritual y grabaciones de campo.
Los dos primeros álbumes del grupo, The Gift of Tears (1987) y Mirror (1990), fueron publicados por el sello Probe Plus, al igual que los EP La Liturgie Pour La Fin Du Temps (1994) y Paradis (1995). Tras una prolongada pausa, su obra fue recopilada y reeditada en 2013 bajo el título After the End, lanzado por el sello francés Infrastition. Posteriormente, en 2015, la banda publicó un nuevo álbum, Beauty Will Save the World, a través de Occultation Recordings. Ese mismo año se reeditó The Gift of Tears, y en 2017, Mirror.
En junio de 2020, Revolutionary Army of the Infant Jesus publicó el álbum Songs of Yearning a través del sello Occultation Recordings, una obra que profundiza en su estética espiritual y atmosférica característica. El lanzamiento fue acompañado por Nocturnes, un segundo álbum de edición limitada que funciona como contrapunto y extensión temática de Songs of Yearning. Previamente, el 13 de marzo de ese mismo año, la banda lanzó su primer sencillo oficial, I Carry the Sun / Falling (full-length), también bajo el sello Occultation.
En 2024, el grupo lanzó The Dream We Carry, un álbum que combina ambientaciones etéreas, instrumentación acústica y grabaciones de campo, consolidando su estilo introspectivo y místico. Este trabajo fue editado por 9x9 Records en formatos de CD y vinilo, incluyendo una edición limitada en vinilo marmoleado.
Para conmemorar su 40.º aniversario en 2025, la banda anunció Rumours of Angels, una recopilación que reúne material de estudio y grabaciones en vivo, ofreciendo una visión retrospectiva de su trayectoria artística. Este álbum está programado para su lanzamiento el 2 de mayo de 2025.

## Discografía

### Álbumes de estudio
- The Gift of Tears (1987, Probe Plus)
- Mirror (1991, Probe Plus)
- Beauty Will Save The World (2015, Occultation Recordings)
- Songs of Yearning (2020, Occultation Recordings)
- Nocturnes (2020, Occultation Recordings)
- The Dream We Carry (2024,  9x9 Records)

### EP
- La Liturgie Pour La Fin Du Temps (1994, Probe Plus)
- Paradis (1995, Apocalyptic Vision)
- Devotion To A Noble Ideal (2025, 9x9 Records)

### Individual
- I Carry the Sun/Falling (full-length) (2020, Occultation Recordings)

### Recopilaciones
- The Gift of Tears / Mirror / La Liturgie Pour La Fin Du Temps (1994, Apocalyptic Vision)
- After the End (2013, Infrastition)
- Rumours of Angels (2025, 9x9 Records)